# حياة والتر ميتي السرية
حياة والتر ميتي السرية (بالإنجليزية: The Secret Life of Walter Mitty)‏ هو فيلم مغامرة أُصدر في الولايات المتحدة سنة 2013. الفيلم من تمثيل وإخراج بن ستيلر.

## طاقم التمثيل
- بن ستيلر
- كريستين ويج
- ادم سكوت
- شون بن

## القصة
تدور قصة الفيلم حول والتر ميتي (بن ستيللر) الموظف المنضبط الخجول في مجلة لايف الذي يهرب من حياته الرتيبة والمملة بأحلام اليقظة حيث يتخيل عالم من الأوهام الذاتية المليئة بالبطولة، والمخاطرة والرومانسية. حين يتم تصفية عمله نهائيا وقد يتهم بالتقصير بعد تاريخ مشرف من العمل الجاد بسبب صورة مفقودة في اطار عمله يبدا والتر في الشروع لرحلة ومغامرة حقيقية للمجهول لأيجاد مصور الصورة لإبلاغه بفقدان الصورة المطلوبة ، مغامرته تتجه لعدة اماكن منها جبال الهملايا في أفغانستان، وجرينلاند.

## وصلات خارجية
- حياة والتر ميتي السرية على موقع IMDb (الإنجليزية)
- حياة والتر ميتي السرية على موقع ميتاكريتيك (الإنجليزية)
- حياة والتر ميتي السرية على موقع روتن توميتوز (الإنجليزية)
- حياة والتر ميتي السرية على موقع نتفليكس (الإنجليزية)
- حياة والتر ميتي السرية على موقع قاعدة بيانات الأفلام العربية
- حياة والتر ميتي السرية على موقع ألو سيني (الفرنسية)
- حياة والتر ميتي السرية على موقع Turner Classic Movies (الإنجليزية)
- حياة والتر ميتي السرية على موقع أول موفي (الإنجليزية)
- حياة والتر ميتي السرية على موقع بوكس أوفيس موجو (الإنجليزية)
- حياة والتر ميتي السرية على موقع فيلمافينيتي (الإسبانية)